# Trichosteleum grosso-mamillosum
Trichosteleum grosso-mamillosum är en bladmossart som beskrevs av Jean Édouard Gabriel Narcisse Paris och Hugh Neville Dixon 1922. Trichosteleum grosso-mamillosum ingår i släktet Trichosteleum och familjen Sematophyllaceae. Inga underarter finns listade i Catalogue of Life.